# Hans Adolf Ahlefeldt
Hans Adolf Ahlefeldt (zmarł w 1761 roku) – duński dyplomata. Był nadzwyczajnym wysłannikiem Danii w Berlinie w latach 1711-1714.